# Musée Joseph-Denais
 (octobre 2023).
Si vous disposez d'ouvrages ou d'articles de référence ou si vous connaissez des sites web de qualité traitant du thème abordé ici, merci de compléter l'article en donnant les références utiles à sa vérifiabilité et en les liant à la section « Notes et références ».
Le musée Joseph-Denais, situé à Beaufort-en-Vallée en Maine-et-Loire, labellisé « Musée de France », rassemble une collection hétéroclite : sciences naturelles, beaux-arts, arts décoratifs, archéologie égyptienne et méditerranéenne, ethnographie française et étrangère, histoire locale. Le musée présente au public un concentré de l'aperçu de musée au XIXe siècle.

## Un musée de musées

### Petite histoire du musée Joseph-Denais
Dernier cabinet de curiosités du XIXe siècle, le musée de Beaufort-en-Vallée est empreint de la personnalité de son fondateur, le journaliste et écrivain Joseph Denais (1851-1916). Très attaché à sa ville, celui-ci rassemble une collection rare, exotique et encyclopédique.
En 1895, Joseph Denais fait don de ses collections à la mairie de Beaufort-en-Vallée. La ville cherche alors un lieu pour exposer les œuvres. Elle négocie avec la caisse d’épargne le premier étage du bâtiment que celle-ci agrandit afin d’y installer le futur musée. La construction du Musée - Caisse d’épargne débute en 1898 et ouvre ses portes au public en 1905.
Joseph Denais meurt en 1916 à Beaufort-en-Vallée, en laissant derrière lui un musée qui accueille plus de 3500 œuvres. Son épouse Lucie perpétue son œuvre jusqu’en 1922. Elle collecte plus particulièrement des objets de la Première Guerre Mondiale. Puis, de 1922 à 1964, leur fille Marie-Joseph, prend le relais. Elle se consacre aux arts et traditions populaires. Elle entretient une correspondance avec Georges-Henri Rivière, fondateur du premier musée de société, qui l’aide à constituer et inventorier sa collection d’objets d’ethnographie française.
De 1965 à 1991, Georges Doudon, puis Claude Renouard, conservateurs bénévoles, reprennent l’étude des collections.
Parallèlement, la « Société des Amis du Musée Joseph-Denais de Beaufort-en-Vallée » est créée en 1969. Elle assure le fonctionnement du musée de 1987 à 1994.
En 1995, le musée est placé sous la tutelle scientifique de la conservation départementale. Il est géré et animé depuis 1998 par la Direction Associée des Musées Municipaux de Baugé, Beaufort-en-Vallée et Parçay-les-Pins. La DAMM programme en lien avec la ville des expositions d’art contemporain depuis 2001.

### Le collectionneur et sa collection
Collectionneur passionné, Joseph Denais va s’attacher à collecter des objets de provenance locale mais aussi du monde entier avec pour unique volonté de donner à voir la diversité des choses, des créations et des arts. Les œuvres de ses contemporains sont nombreuses, montrant la volonté de Joseph de rendre compte de l’art de son temps. Il replace l’histoire locale dans une histoire universelle, comme une vaste encyclopédie où chaque objet devient une citation d’une période et d’une géographie. Lieu de fascination, il invite au voyage immobile. La présentation des collections, telle que l’organisa Joseph Denais n’a pratiquement pas changée depuis 1905, ce qui fait de ce musée un lieu unique, dernier témoin du musée du XIXe siècle.
La collection du musée Joseph-Denais compte aujourd’hui près de 8000 objets (préhistoire, antiquités égyptiennes, grecques et romaines, beaux-arts, arts décoratifs, ethnographie et sciences naturelles). Elle possède des objets rares comme le bronze La petite châtelaine de Camille Claudel ou la momie et son sarcophage.

### La réouverture du musée
Quatre années de travaux ont été nécessaires pour rénover le musée. Il a rouvert ses portes, comme annoncé, en juillet 2011. La maîtrise d’œuvre a été confiée à l'architecte Bruno Pantz et à la muséographe Sophie Thomas pour un budget total de 4 millions d'euros.

## Historique
En 1882, la Caisse d’épargne décide d’entreprendre la construction d’un immeuble neuf. L’architecture des Caisses d’épargne répond à une image de respectabilité et de sécurité rassurante pour les épargnants. Dans l’éclectisme de cette fin de siècle, la référence au style cossu des hôtels particuliers du XVIIe siècle est la plus fréquente. La première partie du monument construite sur la place Joseph-Denais correspond à ce style qui tend souvent à utiliser les détails décoratifs comme des poncifs.
En 1896, le nouveau maire, le docteur Chevalier, nourrit une autre ambition pour la Caisse d’épargne. En effet, la collection donnée par Denais en 1894 avait été d’abord présentée au second étage de l’hôtel de ville ; toutefois il a fallu envisager rapidement un autre lieu. Ainsi le maire proposa, dans le projet d’agrandissement de la Caisse d’épargne, d’implanter le nouveau musée à l’étage. La nouvelle construction est poursuivie par Arsène Goblot (1852-1911) mais avec un programme différent, nettement plus ambitieux. Les plans définitifs sont arrêtés en 1898, les nouveaux locaux de la caisse d’épargne seront inaugurés en 1902 et le musée caisse d’épargne ouvrira en 1905.
En 2024, au lieu d'accueillir des expositions temporaires comme précédemment, le musée Joseph-Denais propose un rendez-vous événementiel par mois.